# 19132 Le Clézio
19132 Le Clézio (tên chỉ định: 1988 CL4) là một tiểu hành tinh vành đai chính. Nó được phát hiện bởi Eric Walter Elst ở Đài thiên văn La Silla ở Chile ngày 13 tháng 2 năm 1988. Nó được đặt theo tên J. M. G. Le Clézio, a French-Mauritian novelist.